# Regierung Antonín Zápotocký
Die tschechoslowakische Regierung Antonín Zápotocký, geführt durch den Ministerpräsidenten Antonín Zápotocký, war im Amt von 15. Juni 1948 bis 21. März 1953. In ihre Amtszeit fallen die Anfänge der politischen Schauprozesse in der Tschechoslowakei. Sie folgte der Regierung Klement Gottwald II und wurde abgelöst durch die Regierung Viliam Široký I.

## Regierungsbildung, Programm
Die Regierung wurde gebildet nach den Parlamentswahlen 1948, knapp vier Monate nach dem Februarumsturz, bei dem tschechische Kommunisten eine Diktatur nach stalinistischem Vorbild initiiert hatten. Ihr fiel die Aufgabe zu, das kommunistische Regime zu konsolidieren. Während ihrer Amtszeit kam es zur Vorbereitung und Durchführung von politischen Schauprozessen, die im Slánský-Prozess im November 1952 mit elf Todesurteilen gipfelten. Von den insgesamt 242 zwischen 1948 und 1962 hingerichteten Menschen wurden 94 unter Ministerpräsident Zápotocký hingerichtet, davon 47 aus politischen Gründen.
Am 14. März 1953 starb der damalige Staatspräsident Klement Gottwald. Zápotocký wurde am 21. März 1953 von der Nationalversammlung zum Staatspräsident gewählt. Viliam Široký wurde Ministerpräsident. Er bildete die Regierung Viliam Široký I und später die Regierungen II und III.

## Regierungszusammensetzung
- Antonín Zápotocký - Ministerpräsident (15. Juni 1948 – 21. März 1953)
- Viliam Široký - stellvertretender Ministerpräsident (15. Juni 1948 – 21. März 1953)
- Zdeněk Fierlinger - stellvertretender Ministerpräsident (15. Juni 1948 – 21. März 1953)
- Ján Ševčík - stellvertretender Ministerpräsident (15. Juni 1948 – 29. Mai 1952)
- Václav Kopecký - stellvertretender Ministerpräsident (31. Januar 1953 – 21. März 1953)
- Ludvík Svoboda - stellvertretender Ministerpräsident (25. April 1951 – 8. September 1951)
- Rudolf Slánský - stellvertretender Ministerpräsident (8. September 1951 – 24. November 1951)
- Jaromír Dolanský - stellvertretender Ministerpräsident (21. Dezember 1951 – 21. März 1953)
- Jozef Kyselý - stellvertretender Ministerpräsident (4. Juni 1952 – 31. Januar 1953)
- Antonín Novotný - stellvertretender Ministerpräsident (31. Januar 1953 – 21. März 1953)
- Zdeněk Nejedlý - stellvertretender Ministerpräsident (31. Januar 1953 – 21. März 1953)
- Karol Bacílek - stellvertretender Ministerpräsident (31. Januar 1953 – 21. März 1953) -
- Jindřich Uher - stellvertretender Ministerpräsident (31. Januar 1953 – 21. März 1953)
- Alexej Čepička - stellvertretender Ministerpräsident (31. Januar 1953 – 21. März 1953)
- Vladimír Clementis - Außenminister (15. Juni 1948 – 14. März 1950)
- Viliam Široký - Außenminister  (14. März 1950 – 31. Januar 1953)
- Václav David - Außenminister  (31. Januar 1953 – 21. März 1953)
- Ludvík Svoboda - Verteidigungsminister (15. Juni 1948 – 25. April 1950)
- Alexej Čepička - Verteidigungsminister (25. April 1950 – 21. März 1953)
- Antonín Gregor - Außenhandelsminister (15. Juni 1948 – 2. Dezember 1952)
- Richard Dvořák - Außenhandelsminister (2. Dezember 1952 – 21. März 1953)
- Václav Nosek - Innenminister (15. Juni 1948 – 21. März 1953)
- Vladimír Dolanský - Finanzminister (15. Juni 1948 – 5. April 1949)
- Jaroslav Kabeš - Finanzminister (5. April 1949 – 21. März 1953)
- Ladislav Štoll - Minister für Hochschulen (31. Januar 1953 – 21. März 1953)
- Zdeněk Nejedlý - Minister für Schulwesen (15. Juni 1948 – 31. Januar 1953)
- Ernest Sýkora - Minister für Schulwesen (31. Januar 1953 – 21. März 1953)
- Alexej Čepička - Justizminister (15. Juni 1948 – 25. April 1950)
- Štefan Rais - Justizminister (25. April 1950 – 21. März 1953)
- Václav Kopecký - Informationsminister (15. Juni 1948 – 31. Januar 1953) - Ministerium aufgelöst
- Gustav Kliment - Schwerindustrieminister (15. Juni 1948 – 1. August 1952)
- Július Mauer - Schwerindustrieminister  (1. August 1952 – 31. Januar 1953)
- Karel Poláček - Schwerindustrieminister  (31. Januar 1953 – 21. März 1953)
- Josef Jonáš - Leichtindustrieminister (20. Dezember 1950 – 8. September 1951)
- Alois Málek - Leichtindustrieminister  (8. September 1951 – 21. März 1953)
- Július Ďuriš - Landwirtschaftsminister (15. Juni 1948 – 10. September 1951)
- Josef Nepomucký - Landwirtschaftsminister (10. September 1951 – 21. März 1953)
- František Krajčír - Binnenhandelsminister (15. Juni 1948 – 21. März 1953)
- Josef Krosnář - Aufkaufminister (28. Mai 1952 – 21. März 1953)
- Alois Petr - Verkehrsminister (15. Juni 1948 – 21. März 1953)
- Antonín Pospíšil - Verkehrsminister (21. Dezember 1951 – 21. März 1953)
- Alois Neuman - Postminister (od 30. April 1952 spojů) (15. Juni 1948 – 21. März 1953)
- Evžen Erban - Arbeits- und Sozialminister (15. Juni 1948 – 8. September 1951)
- Jaroslav Havelka - Arbeits- und Sozialminister (8. September 1951 – 21. März 1953)
- Josef Plojhar - Gesundheitsminister (15. Juni 1948 – 21. März 1953)
- Emanuel Šlechta - Technikminister (15. Juni 1948 – 20. Dezember 1950)
- Ludmila Jankovcová - Ernährungsministerin (20. Dezember 1950 – 21. März 1953)
- Vavro Šrobár - Minister für die Vereinheitlichung der Gesetze (15. Juni 1948 – 6. Dezember 1950)
- Ladislav Kopřiva - Minister für die nationale Sicherheit (23. Mai 1950 – 23. Januar 1952)
- Karol Bacílek - Minister für die nationale Sicherheit (23. Januar 1952 – 21. März 1953)
- Emanuel Šlechta - Bauminister (20. Dezember 1950 – 21. März 1953)
- Karol Bacílek - Minister für staatliche Kontrolle (8. September 1951 – 23. Januar 1952)
- Jan Harus - Minister für staatliche Kontrolle (23. Januar 1952 – 21. März 1953)
- Václav Pokorný - Minister für Brennstoffe und Energetik (8. September 1951 – 21. März 1953)
- Jan Bílek - Minister für Mellurgie und Erzminen (8. September 1951 – 21. März 1953)
- Josef Jonáš - Maschinenbauminister (8. September 1951 – 21. März 1953)
- Marek Smida - Forstwirtschaft- und Holzindustrieminister (8. September 1951 – 31. Januar 1953)
- Július Ďuriš - Forstwirtschaft- und Holzindustrieminister (31. Januar 1953 – 21. März 1953)
- Jozef Púčik - Minister für chemische Industrie (8. September 1951 – 21. Dezember 1951)
- Otakar Šimůnek - Minister für chemische Industrie (21. Dezember 1951 – 21. März 1953)
- Josef Pospíšil - Eisenbahnminister (1. August 1952 – 21. März 1953)
- Jozef Kyselý - Minister für Baustoffe (31. Januar 1953 – 21. März 1953)
- Marek Smida - Minister für LPG (31. Januar 1953 – 21. März 1953)
- Bohumil Šrámek - Energetikminister (31. Januar 1953 – 21. März 1953)
- Július Maurer - Minister ohne Aufgabenbereich (31. Januar 1953 – 21. März 1953)
- Jaromír Dolanský - Minister und Vorsitzender der Staatlichen Plankommission (5. April 1949 – 21. Dezember 1951)
- Jozef Púčik - Minister und Vorsitzender des Staatlichen Büros für Planung (21. Dezember 1951 – 21. März 1953)

### Parteizugehörigkeit
Die Regierung wurde gebildet aus der Einheitsliste der Nationalen Front, die aus der dominierenden Kommunistischen Partei sowie aus Blockparteien bestand.